# Museo Regional de Iquique
Museo Regional de Iquique (MRI) es un museo chileno ubicado en la ciudad de Iquique (Región de Tarapacá). Es administrado por la Corporación Municipal de Desarrollo Social de Iquique. 
Fue fundado en 1960, como una iniciativa de los profesores del Liceo de Hombres de Iquique, don José Cubas y Julio Romero Corrotea, su primer Director (1960-1965) bajo el alero de la Universidad del Norte, como parte del Departamento de Comunicaciones, con sede en un edificio de la calle Baquedano, frente a su actual ubicación, donde compartira espacio con la Casa de la Cultura, el grupo de Teatro TIUN, y las escuelas de arte y cultura. En 1974 la Universidad del Norte, abrirá sus primeras carreras universitarias y técnicas. En 1979, la casa universitaria en Iquique incluyendo el Museo Regional de Iquique se trasladan a los edificios de Ferrocarriles del Estado en calle Sotomayor. En 1982 tras el cese de la casa se traspasa el Museo Regional de Iquique a la Ilustre Municipalidad de Iquique, su principal benefactor, ya que este adquirió para su exhibición y resguardo infinidad de colecciones arqueológicas destacando la Colección Anker Nielsen en 1960, para nutrir constantemente el Museo Regional. Desde 1987 el museo se ubica en su actual sede, en el palacio que albergó a los Tribunales de Justicia de Iquique, en el Paseo Baquedano número 951, formando parte de la Zona Típica declarada en 1977.
Entre sus colecciones posee un rico acervo paleontológico con fósiles de todo el mundo adquiridos para la búsqueda de petróleo por CORFO en 1936 y donado al Museo Regional de Iquique en 1960, destacando ese año el hallazgo de Megaterios, perezosos gigantes del Tamarugal en las localidades de Pintados, Cuminalla y Pica, además el museo posee colecciones arqueológicas representativas de todos los Monumentos Nacionales y sitios arqueológicos de Tarapacá y todo el Norte Grande, recientemente resguardan uno de los sitios arqueológicos más antiguas de la región: Mani 12, y destacan particularmente destacan las momias de la tradición Chinchorro, las momias de fabricación artificial más antiguas del mundo chinchorro, colecciones del Periodo Formativo Aldeano incluyendo Caserones y Pircas (Huarasiña), Pampa Iluga, Caleta Huelen 42, Ramaditas y Huatacondo 1, además las colecciones de la cultura Pica-Tarapacá e inca, estas últimas el único Santuario de Altura Inca o Qhapaq cocha de costa, halladas en el Cerro Esmeralda; la colección etnográfica Isluga, declarada Monumento Histórico en 1983; y otros elementos textiles y objetos de valor histórico.
En más de 30 salones y espacios de exhibición su oferta expositiva despliega desde los orígenes de la vida en la región de Tarapacá, el desarrollo de las culturas prehispánicas en el desierto más árido del mundo, y los diversos pueblos originarios, hasta las expresiones del arte modernos, las diversidades y las expresiones de la cultura y el arte del Norte Grande.
El Museo Regional de Iquique, resguarda el busto originar de Arturo Prat Chacón, obra de Nicanor Plaza, colecciones de la Guerra del Pacífico, la Guerra Civil de 1891, y diversos suceso históricos sufridos por el país. posee un Archivo Histórico, el segundo de mayor importancia en la Región de Tarapacá, con coleccionnes de archivos salitreros, planos, fotografías y una serie de testimonios desde la tardía colonia hasta los periodos republicanos peruano y chileno.
Posee una biblioteca especializada en antropología, historia, arqueología, artes y literatura regional, además de espacios de talleres, atelier de arte, una galería mural en su patio exterior, y una reconstrucción tradicional de casas andinas Aymara.
Su desarrollo institucional inicio bajo el interés de diversos gestores y gestoras locales que en la primera mitad del siglo XX veían la necesidad de un Museo que reuniera el valioso acervo e historia de la región haciéndolo posible en 1960. Durante su vida como museo ha visto en su desarrollo interno a destacadas y reconocidas personalidades del arte, el teatro, la arqueología, antropología, conservación, restauración e historia trabajaron y han dado vida a la institución tales como Julio Romero Corrotea (Profesor), Jorge Checura (Museólogo), Horacio Larraín (Antropólogo y Arqueólogo), Juan Van Kessel (Etnógrafo y Antropólogo), Grete Mostny (Arqueóloga), Oscar Bermúdez (Historiador), Daniel Frassinetti (Paleontólogo), Juan Varela (Geólogo), Guillermo Jorquera (Dramaturgo), Dina Medvinsky (Conservadora y Diseñadora textil), Verónica Cereceda (Antropóloga), Gabriel Martínez (Antropólogo), Kay Peronard (diseñador textil), Marcela Wachtendorff (historiadora del arte), Claudia Provoste (Socióloga), Maruja Pinedo (Pintora), Julio Sanhueza (Arqueólogo), Olaff Olmos (Arqueólogo), Lautaro Núñez (Historiador y Arqueólogo), José González Enei (Fotógrafo), Octavio Morales (Investigador), Cristina Manussier (Artista Plástica), Cora Moragas (Arqueólogo), Patricio Muñoz (Diseñador Gráfico), Francisco Téllez (Arqueólogo), Orietta Ojeda (Historiadora), Boris Prieto (Retablista), Pablo García (Sociólogo), Luis Pérez (Arqueólogo y Paleontólogo, actual director), Senén Chávez (Antropólogo y Actor), Damián Lo (Historiador), Claudio Pérez (Escultor Licenciado en Artes), Cecilia Sandoval (Conservadora y Restauradora) entre muchas otras personalidades de renombre local. 
Sus horarios de atención son de martes a sábado de 9 am a 16 hrs de corrido.